# Downtown Battle Mountain II
Downtown Battle Mountain II es el cuarto álbum de estudio de la banda estadounidense de post-hardcore Dance Gavin Dance. Fue lanzado el 8 de marzo de 2011 en Rise Records. El álbum es una secuela no directa del álbum debut de estudio de larga duración de la banda, Downtown Battle Mountain (2007), y ve el regreso de los miembros originales, los vocalistas Jonny Craig y Jon Mess, y el bajista Eric Lodge. También sirve como continuación del tercer álbum de estudio de la banda, Happiness (2009) y fue producido por Kris Crummett. El álbum es el segundo álbum de estudio del grupo y el tercer y último lanzamiento en general, que presenta a Jonny Craig cuando se reincorporó a la banda en 2010. Craig luego se separó de la formación en agosto de 2012. 
Tras su lanzamiento, el álbum debutó en el No. 82 en el Billboard 200, mientras que la versión de lujo de Hot Topic debutó en el puesto 190 en el Billboard 200 en la misma semana.

## Lista de canciones
| N.º | Título                              | Duración |  |
| 1.  | «Spooks»                            | 4:04     |  |
| 2.  | «Pounce Bounce»                     | 2:26     |  |
| 3.  | «The Robot with Human Hair, Pt. 2½» | 4:36     |  |
| 4.  | «Thug City»                         | 3:17     |  |
| 5.  | «Need Money»                        | 3:08     |  |
| 6.  | «Elder Goose»                       | 3:44     |  |
| 7.  | «Heat Seeking Ghost of Sex»         | 4:07     |  |
| 8.  | «Blue Dream»                        | 4:41     |  |
| 9.  | «Privilously Poncheezied»           | 3:54     |  |
| 10. | «Swan Soup»                         | 4:01     |  |
| 11. | «Purple Reign»                      | 4:43     |  |

| Hot Topic Exclusive |                   |          |  |
| N.º                 | Título            | Duración |  |
| 12.                 | «People You Knew» | 2:35     |  |
| 13.                 | «Perfect»         | 2:59     |  |

## Posiconamiento en lista
| Lista (2011)          | Posición |
| --------------------- | -------- |
| US Billboard 200      | 82       |
| US Independent Albums | 13       |
| US Hard Rock Albums   | 4        |

## Personal
- Jonny Craig - voz principal
- Jon Mess - voz secundario
- Will Swan - guitarra
- Eric Lodge - bajo
- Matt Mingus - batería, percusión